# Fall Babice

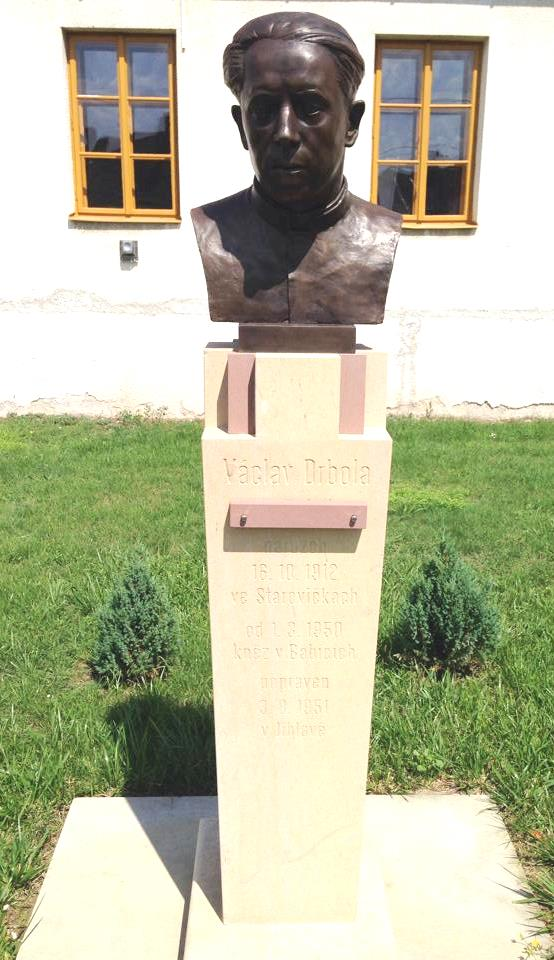
Denkmal für den hingerichteten Pfarrer Václav Drbola

Der Fall Babice, benannt nach dem Tatort Babice in Südmähren, wo der Fall 1951 seinen Anfang nahm, gehörte zu den größten konstruierten Schauprozessen in der Tschechoslowakei, welcher der Festigung des kommunistischen Regimes der Kommunistischen Partei der Tschechoslowakei dienen sollte. Anders als einige andere bekanntgewordene politische Schauprozesse in der Tschechoslowakei wie beispielsweise der Slánský-Prozess richtete sich dieser Prozess nicht gegen mutmaßliche Abweichler in der Partei. Die Zielgruppe waren vermeintliche oder tatsächliche Gegner der beabsichtigten landwirtschaftlichen Kollektivierung, aber auch die katholische Kirche, die der Politik der kommunistischen Partei sehr kritisch gegenüberstand.

## Hintergründe
Nach der kommunistischen Machtübernahme 1948 stand die Kommunistische Partei vor diversen Problemen – die konkurrierenden Parteien mussten befriedet werden, die ideologische Diversion in der Partei beseitigt werden, der Klassenfeind ausgeschaltet werden; außerdem musste die Kollektivierung durchgeführt und die Probleme mit der Kirche bereinigt werden. Bereits 1948 hat die Partei die Linie der Komintern übernommen, wonach das sowjetische Modell der Kollektivierung der Landwirtschaft durchgesetzt werden müsse. Wie es sich bald zeigte, stieß diese Politik auf Widerstand breiter Schichten der Bevölkerung, der in Südmähren besonders stark war. Es formierten sich bald Widerstandsgruppen, die häufig aus den Widerstandskämpfern gegen die Nazibesetzung des Landes einige Jahre zuvor bestanden. Außerdem gab es Probleme mit der katholischen Kirche, nachdem Anfang 1951 der Prager Kardinal Josef Beran interniert worden war und die Beziehungen zum Vatikan unterbrochen waren. Nach den Intentionen der Partei sollte besonders in Südmähren durch Infiltration von Agenten der Staatssicherheit StB die Lage verschärft werden, damit die Polizei eingreifen und den sich zu formieren beginnenden Widerstand brechen könnte; diese Strategie wurde zentral geleitet durch die Innenministerium-Abteilung B Aa seit 1950.
Anfang 1951 tauchte in Südmähren Ladislav Malý auf und besuchte frühere Bekannte, darunter auch seinen ehemaligen Mitschüler, den Priester Jan Bula. Er gab sich als ein Beauftragter des US-amerikanischen Nachrichtendienstes CIC aus, der die Flucht des internierten Kardinals Beran vorbereiten soll. Am 2. Juli 1951 abends überfiel Malý mit drei weiteren Personen eine Sitzung des lokalen Nationalausschusses MNV in Babice in Südmähren. Während die Brüder Antonín und Stanislav Plichta Schmiere standen, drangen Ladislav Malý und Antonín Mityska ins Gebäude ein, wo es zu einer Schießerei kam. Die kommunistischen Funktionäre Tomáš Kuchtík, Josef Roupec und Bohumír Netolička wurden erschossen, František Bláha wurde verletzt. Später wurde in einigen Quellen behauptet, die Funktionäre sollten nur aufgeschreckt werden, zu der Schießerei sei es nur durch ein Missverständnis gekommen. Die vier Attentäter flüchteten zunächst, wurden später jedoch gestellt, wobei sie erschossen (Ladislav Malý und Antonín Plichta) sowie lebensgefährlich verletzt wurden (Stanislav Plichta). Diese Beschreibungen basieren auf späteren Aussagen von Mityska, es gibt keine kriminalistische Dokumentation, und offensichtlich wurden keine ballistischen Untersuchungen durchgeführt und nicht einmal die Tatwaffe festgestellt. Unmittelbar nach der Tat wurden Hausdurchsuchungen durchgeführt und es folgte eine große Verhaftungs- und Repressionswelle.
Über die Hauptfigur Ladislav Malý und seine Rolle im Fall Babice sind viele widersprüchliche Spekulationen zu finden. Es wurde vermutet, dass Malý ein Agent der StB gewesen sei, anderen Quellen zufolge sei er ein Agent des US-amerikanischen Nachrichtendienstes CIC gewesen. Nach Auswertung aller früher geheimen Dokumenten der StB gelangte das Institut ÚSTR jedoch zur Überzeugung, dass Malýs Aktion von niemandem gesteuert wurde, weder von der StB noch von der CIC, dass sie „eine tragische Episode [war], die überall hätte stattfinden können“, und nur in der gegebenen Situation zum willkommenen Auslöser eines ohnehin geplanten Schlages gegen Bauern und Kirche wurde.

## Die Prozesse
Die Prozesse richteten sich zwar ausschließlich gegen missliebige Schichten der Bevölkerung, welche sich den Plänen der Partei widersetzen wollten, wurden jedoch von den höchsten Parteiorganen inszeniert. Unmittelbar nach der ersten Verhaftungswelle beschloss das Sekretariat des Zentralkomitees (bestehend aus Klement Gottwald, Antonín Zápotocký, Viliam Široký und dem später hingerichteten Rudolf Slánský) bereits am 10. Juli 1951, das heißt noch vor dem Beginn des ersten Prozesses, die sieben Todesurteile sowie die Ausgliederung des Pfarrers Jan Bula in einen späteren Prozess.
Das Verfahren gegen die in der Causa Babice verhafteten Beschuldigten wurde in neun größere und sechs Einzelprozesse aufgegliedert, um die Abschreckungswirkung zu erhöhen. Der erste Prozess mit dem Hauptangeklagten Antonín Mityska begann bereits am 12. Juli 1951 und dauerte nur drei Tage. Von den 14 Angeklagten wurden sieben zum Tode verurteilt. Im zweiten Prozess im November 1951 wurden insgesamt 17 Angeklagte verurteilt, der Hauptangeklagte Jan Bula erhielt die Todesstrafe. Die Anklagepunkte lauteten auf Hochverrat, Sabotage, Spionage und ähnliche Delikte; die Pater wurden u. a. als Agenten einer ausländischen Macht, des Vatikans, verurteilt.
In den insgesamt 15 Prozessen, die zu dem Fall Babice gezählt werden, wurden insgesamt 107 Personen verurteilt, davon elf zu Todesstrafen und die übrigen zu insgesamt mehr als 1375 Jahren Freiheitsentzug. Einer der Beteiligten am Überfall in Babice, Stanislav Plichta, war beim Überfall angeschossen worden, musste mit Kathetern versorgt werden und war vom Gürtel abwärts gelähmt; er wurde erst 1953 zum Tode durch Hängen verurteilt und musste zur Hinrichtung getragen werden.

## Folgen

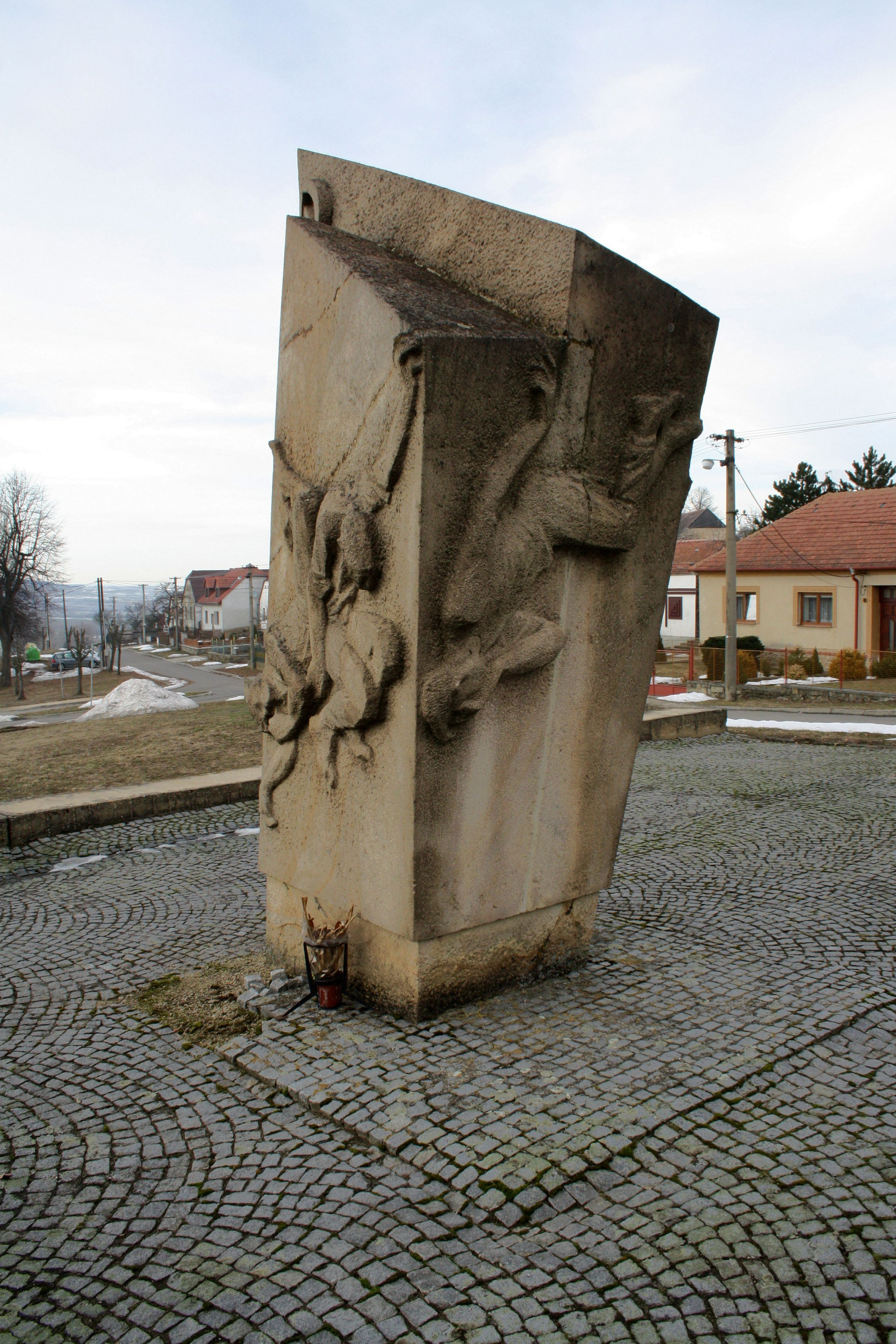
Gedenkstätte für die erschossenen Beamten des Nationalausschusses MNV, errichtet während der Normalisierung

Wie aus einigen später gefundenen Dokumenten hervorgeht, waren selbst die Berufungen nur eine formelle Angelegenheit. Die Berufung der zum Tode Verurteilten sollte am 1. August 1951 stattfinden. Bereits am 31. Juli 1951 informiert jedoch das Präsidialamt darüber den Präsidenten Gottwald, der danach eine Amnestie hätte erlassen können, und leitet eine Information des Justizministeriums weiter, dass die Hinrichtungen am 3. August 1951 stattfinden werden. Das Ergebnis der Berufung war somit bereits vor dem Berufungsverfahren bekannt.
Erstaunlich ist dabei auch die Schnelligkeit, die alle Entscheidungen begleitete. Die Ermittlungen der Schießerei in Babice vom 2. Juli 1951 wurden innerhalb von etwa drei Tagen abgeschlossen; der erste Prozess fand bereits am 12. Juli 1951 in Jihlava statt und dauerte drei Tage, die Berufung wurde formell am 1. August durchgeführt, am 2. August wurde eine Amnestie abgelehnt und am 3. August, d. h. einen Monat nach der Tat, wurden die ersten Todesurteile vollstreckt.
Die Eigentumsbeschlagnahme und die Umsiedlung der Familien der Verurteilten wurde noch vor dem Beginn der Prozesse durch das ZK der Partei beschlossen. Die ersten Familien wurden etwa zehn Tage nach der Urteilsverkündung deportiert, ihr Eigentum beschlagnahmt, und obwohl sie am neuen Aufenthaltsort nur schlecht bezahlte Arbeit fanden, mussten sie lange Zeit die Gerichtskosten sowie die gleichzeitig verhängten hohen Geldstrafen bezahlen.
Der Prozess von Babice markierte auch den Anfang der sogenannten Aktion Kulake („akce kulak“), die in den nächsten Jahren die Umsiedlung von mindestens 2000 Familien selbständiger Landwirte, sogenannter Kulaken, vor allem in die Grenzgebiete zur Folge hatte.
Diese Umsiedlungen wurden später legitimiert durch einen geheimen Beschluss des Ministeriums für nationale Sicherheit, des Innen- sowie des Justizministeriums vom 22. Oktober 1951 über Familienangehörige verurteilter Großbauern und Dorfreichen. In dieser Richtlinie wurde sowohl die Beschlagnahme des Eigentums wie auch die Umsiedlung geregelt, und dies betraf sowohl die direkten Familienangehörigen wie auch andere Personen, die in einem Haushalt des Verurteilten lebten.

## Wiedergutmachung nach 1989
Die Urteile der politischen Schauprozesse der 1950er Jahre gegen zum Teil prominente Parteimitglieder wurden schon frühzeitig korrigiert beziehungsweise als ungesetzlich aufgehoben. Einige Wiedergutmachungen konnten bereits in den 1960er Jahren stattfinden, nachdem der geheime Bericht der parteiinternen sogenannten Kolder-Kommission abgeschlossen wurde; weitere Urteile wurden dann während der Zeit des Prager Frühlings 1968 aufgehoben. Die Versuche der Verurteilten der Babice-Prozesse, bei diesen Gelegenheiten ebenfalls rehabilitiert zu werden, scheiterten jedoch.
Mit dem Schicksal der weitgehend unbekannten Opfer anderer Prozesse, darunter auch der Prozesse im Fall Babice, hatte sogar die Justiz nach der Revolution von 1989 große Probleme. Die umfangreiche Dokumentation des Instituts ÚSTR hält auch die vielen Etappen der Wiedergutmachung nach 1989 fest, im Folgenden am Beispiel der Verurteilten des zweiten Prozesses in Jihlava vom 12. bis zum 14. Juli 1951 mit dem Hauptangeklagten Mityska:
- Das Bezirksgericht in Brünn hob in seiner Verhandlung am 4. Dezember 1990 für acht Verurteilte die Urteile zwar auf, bei den übrigen sechs sprach es neue Urteile in der Höhe zwischen 10 und 25 Jahren aus.
- Ein Widerspruch gegen diesen Urteil wurde vor dem Obersten Gericht der Tschechischen Republik am 29. Juli 1991 verhandelt; vier der zuvor verhängten Urteile wurden auf 5 bis 15 Jahre verkürzt, in zwei Fällen wurde keine Freiheitsstrafe verhängt.
- Neu verhandelt wurde der Fall am 5. Mai 1994, zwei der Urteile wurden um jeweils fünf Jahre verkürzt (auf 5 bzw. 10 Jahre); in all diesen Verfahren wurde somit die Rechtsstaatlichkeit der Gerichtsverhandlungen von 1951 anerkannt, die sogar von der internen Parteikommission des parteitreuen Funktionärs Kolder 1962 angezweifelt wurde.
- Der Justizminister Jiří Novák befand, dass das damals zuständige Oberste Gericht 1951 das Gesetz verletzt habe und reichte 1996 im Namen der Verurteilten eine Beschwerde ein, infolgedessen dann die Urteile aufgehoben wurden.

Im September 2011 leitete die katholische Kirche die Kanonisierung der hingerichteten Priester Václav Drbola und Jan Bula ein. Beide sollen selig gesprochen werden.

## Verzeichnis der Verurteilten
In den 15 Haupt- und Nebenprozessen zwischen 1951 und 1958 wurden insgesamt 107 Personen verurteilt, davon 11 zum Tod.
Liste der Verurteilten in den Hauptprozessen
| Jihlava (12. bis 14. Juli 1951) - Antonín Mityska (* 1927) – zum Tode verurteilt - Antonín Plichta sen. (* 1894) – zum Tode verurteilt - Drahoslav Němec (* 1931) – zum Tode verurteilt - František Kopuletý (* 1913) – zum Tode verurteilt - František Škrdla (* 1917) – zum Tode verurteilt - Václav Drbola (* 1912) – zum Tode verurteilt - František Pařil (* 1911) – zum Tode verurteilt - Alois Roupec (* 1901) – lebenslänglich - Karel Němec (* 1904) – lebenslänglich - Ladislav Brabenec (* 1926) – 25 Jahre - Nahodil Jindřich (* 1929) – 23 Jahre - Josef Vorlíček (* 1909) – 22 Jahre - Božena Kopuletá (* 1913) – 20 Jahre - Ludvík Stehlík sen. (* 1887) – 20 Jahre Moravské Budějovice (19. bis 22. Mai 1952) - Gustav Smetana (* 1907) – zum Tode verurteilt - Jaroslav Melkus (* 1900) – zum Tode verurteilt - Josef Černohous (* 1903) – lebenslänglich - Bedřich Pánek (* 1902) – 25 Jahre - Josef Masařík (* 1894) – 24 Jahre - Jan Nevoral (* 1909) – 23 Jahre - František Dvořák (* 1895) – 20 Jahre - Antonín Bulíček (* 1901) – 19 Jahre - Jan Nečas (* 1910) – 17 Jahre - Jan Podveský (* 1909) – 16 Jahre - Karel Suchna (* 1909) – 14 Jahre - Jan Opletal (* 1903) – 12 Jahre |  | Třebíč (13. bis 15. November 1951) - Jan Bula (* 1920) – zum Tode verurteilt - Bohumil Krátký (* 1919) – lebenslänglich - František Kříž (* 1913) – 25 Jahre - Ladislav Roupec (* 1931) – 25 Jahre - Jan Pánek (* 1930) – 23 Jahre - František Berka (* 1932) – 22 Jahre - Ludvík Stehlík jun. (* 1925) – 21 Jahre - Josef Jeřábek (* 1908) – 20 Jahre - Bohumil Dvořák (* 1912) – 18 Jahre - Karel Vodička (* 1897) – 18 Jahre - Josef Pánek (* 1902) – 15 Jahre - Stanislav Žákovský (* 1898) – 18 Jahre - Jan Pánek (* 1921) – 16 Jahre - Anna Rejlová (* 1911) – 13 Jahre - Helena Nestrojilová (* 1926) – 11 Jahre - Ladislav Ježek (* 1922) – 4 Jahre - Jakub Malý (* 1885) – 2 Jahre Praha (10. Februar 1953) - Stanislav Plichta (* 1931) – zum Tode verurteilt |

Liste der Verurteilten in den Nebenprozessen
| Jihlava (11. Dezember 1951) - Miroslav Hlouch (* 1923) – 25 Jahre - František Vejmelka (* 1911) – 20 Jahre - Josef Vejmelka (* 1906) – 15 Jahre - Václav Vejmelka (* 1914) – 5 Jahre - Jaroslav Václavek (* 1930) – 4 Jahre - Václav Machovec (* 1927) – 9 Monate Znojmo (28. März 1952) - František Plichta (* 1906) – 25 Jahre - Josef Rösner (* 1912) – 13 Jahre - Alois Ilek (* 1906) – 11 Jahre - Alois Františ (* 1918) – 10 Jahre - Jaroslav Plichta (* 1912) – 10 Jahre - Josef Trchalík (* 1921) – 8 Jahre - Alois Bíbr (* 1905) – 7 Jahre - Jan Šeliga (* 1913) – 6 Jahre - Jan Moucha (* 1914) – 5 Jahre - Jan Krahulík (* 1908) – 2 Jahre - František Brindza (* 1903) – 4 Monate Jihlava (13. April 1952) - Josef Jenerál (* 1890) – 24 Jahre - Josef Caha (* 1912) – 18 Jahre - Jaroslav Slezák (* 1925) – 17 Jahre - Zdeněk Hlouch (* 1912) – 16 Jahre - Tomáš Hofman (* 1898) – 14 Jahre - Antonín Šplíchal (* 1915) – 14 Jahre - Milan Domanský (* 1922) – 6 Jahre Jihlava (23. Mai 1952) - Josef Kolář (* 1913) – 22 Jahre - Leopold Filipský (* 1895) – 21 Jahre - Jan Koukal (* 1916) – 18 Jahre - Jan Kubeš (* 1905) – 13 Jahre - Bohumil Doležal (* 1899) – 12 Jahre - Antonín Sláma (* 1909) – 7 Jahre - Petr Bílý (* 1904) – 6 Jahre - Stanislav Hochman (* 1925) – 5 Jahre Jihlava (30. Juni 1952) - Jaroslav Spilka – 10 Jahre |  | Znojmo (27. März 1952) - Jan Vlček (* 1907) – 24 Jahre - Jan Novák (* 1905) – 18 Jahre - František Molík (* 1899) – 17 Jahre - František Valášek (* 1906) – 14 Jahre - František Šebela (* 1902) – 12 Jahre - Antonín Hevera (* 1899) – 12 Jahre - František Vyskočil (* 1923) – 12 Jahre - Josef Fukač (* 1910) – 11 Jahre - František Šalamoun (* 1919) – 11 Jahre - Antonín Klika (* 1917) – 10 Jahre - František Jedlička (* 1908) – 10 Jahre - Oldřich Vlček (* 1914) – 10 Jahre - František Hladík (* 1907) – 8 Jahre - Antonín Hanzálek (* 1901) – 7 Jahre - Jaroslav Švihálek (* 1919) – 7 Jahre - Ladislav Kuřitko (* 1908) – 6 Jahre - František Blecha (* 1919) – 6 Jahre - Antonín Moravek (* 1921) – 5 Jahre - Josef Večerka (* 1907) – 4 Jahre - Jaroslav Večeřa (* 1922) – 3 Jahre Jihlava (15. Mai 1952) - Jan Bartík (* 1924) – 22 Jahre - Jiří Vorlíček (* 1921) – 18 Jahre - Josef Holčapek (* 1925) – 18 Jahre - Josef Vidourek (* 1895) – 14 Jahre - Bohumil Němec (* 1910) – 12 Jahre Jihlava (3. Juni 1952) - František Šváb – 12 Jahre *) - Božena Melkusová – 4,5 Jahre Jihlava (4. Juni 1952) - Antonín Břinek – 11 Jahre Brno (25. Juni 1952) - Antonín Josl – 8 Jahre Jihlava (15. August 1958) - František Trojan – 8 Jahre *) starb später infolge der Misshandlungen während des Verhörs |

Liste der zu Tode Verurteilten und Hingerichteten
- Antonín Mityska
- Antonín Plichta (Sr.)
- Drahoslav Němec
- František Kopuletý
- Antonín Škrdla
- P. Jan Bula
- P. Václav Drbola
- P. František Pařil
- Gustav Smetana
- Jaroslav Melkus
- Stanislav Plichta

## Quelle und Einzelnachweise
Quelle für diesen Artikel:
- Adolf Rázek: StB + justice. nástroje třídního boje v akci Babice. [StB + Justiz. Instrumente des Klassenkampfes in der Aktion Babice], Veröffentlichung des Instituts für das Studium totalitärer Regime ÚSTR, ca. 300 Seiten einschl. Dokumentation, Prag 2002/03, ISBN 80-86621-02-2, online auf: policie.cz/...

Nachweise aus dieser Quelle (im Text mit Sternchen + Zahl gekennzeichnet):
1. 1 2  Adolf Rázek: StB + justice. a. a. O., Seite 16f.
2. ↑  Adolf Rázek: StB + justice. a. a. O., Seite 19
3. 1 2 3 4  Adolf Rázek: StB + justice. a. a. O., Seite 7f.
4. 1 2  Adolf Rázek: StB + justice. a. a. O., Seite 31f.
5. ↑  Adolf Rázek: StB + justice. a. a. O., Seite 29
6. ↑  Adolf Rázek: StB + justice. a. a. O., Seite 30
7. ↑  Adolf Rázek: StB + justice. a. a. O., Seite 37.
8. ↑  Adolf Rázek: StB + justice. a. a. O., Seite 38f.
9. ↑  Adolf Rázek: StB + justice. a. a. O., Seite 26ff.

Sonstige Einzelnachweise:
1. ↑  Eine Notiz in der Zeitung Lidové noviny vom 22. Juni 2007, online auf: Nové svědectví: střelbu v Babicích … – Lidové noviny – 22.6.2007, tschechisch, abgerufen am 4. März 2012
2. ↑  Jan Bula (1920–1952), eine Biographie des ÚSTR, online (archiviert) auf: ustrcr.cz/...
3. ↑  Markéta Doležalová: Jan Bula (1920–1952), eine Veröffentlichung des ÚSTR, online  auf: ustrcr.cz/...
4. ↑  Karel Jech: Kolektivizace a vyhánění sedláků z půdy. [Kollektivierung und die Austreibung der Bauern], Praha, Vyšehrad, 2008, ISBN 978-80-7021-902-7, S. 105f.
5. ↑  Aus einem Bericht des Justizministeriums, zit. nach Nové poznatky v akci Babice. [Neue Erkenntnisse in der Aktion Babice], Ergänzungen zur Dokumentation: Adolf Rázek: StB + justice. nástroje třídního boje v akci Babice. Veröffentlichung des Instituts für das Studium totalitärer Regime ÚSTR, S. 3, online auf: policie.cz/...
6. ↑  Geheimbefehl 27/1951, online auf: TRMNB_27_51 (PDF; 214 kB), tschechisch, abgerufen am 5. März 2012